# Águilas Club de Fútbol
Águilas Club de Fútbol foi um clube de futebol de Águilas, Espanha. Fundado em 1925, disputava a Segunda División B. Foi refundado como Águilas FC.

## Dados
- Temporadas na 2ªB: 5
- Temporadas na 3ª: 35